# Desertellidae
Desertellidae zijn een uitgestorven familie van tweekleppigen uit de orde Trigonioida.

## Taxonomie
De volgende taxa zijn bij de familie ingedeeld:
- † Geslacht Desertella Haug, 1905
  -  † Desertella foureaui Haug ex E.C. Munier-Chalmas MS, 1905